# Der Brandner Kaspar
Der Brandner Kaspar ist eine literarische Figur aus einer Erzählung Franz von Kobells in oberbairischer Mundart, die 1871 in den Fliegenden Blättern veröffentlicht wurde. Die Titelfigur Brandner Kaspar betrügt den als Person auftretenden Tod im Kartenspiel und ergaunert sich damit zusätzliche Lebensjahre. Dadurch entsteht zwar einige Verwirrung in der himmlischen Ordnung, doch am Ende wird der Kaspar von den Segnungen der ewigen Glückseligkeit überzeugt. Die Erzählung wurde mehrmals für das Theater adaptiert und verfilmt.

## Urfassung von Franz von Kobell
1871 erschien in den Fliegenden Blättern Kobells Erzählung Die G'schicht' von' Brandner Kasper. Sie spielt zu Anfang des 19. Jahrhunderts: Kasper Brandner, ein rüstiger Vierundsiebzigjähriger, lebt als Schlosser, Büchsenmacher und Jagdgehilfe am Tegernsee. Seine Frau Traudl ist bereits verstorben, seine beiden Söhne dienen als Soldaten in einem bayerischen Artillerieregiment. An einem Abend erscheint bei ihm der Boanlkramer (ein bairisches Tabuwort für den Tod) und will ihn mit sich nehmen. Nach vielen vergeblichen Ausflüchten gelingt es dem Brandner, den Boandlkramer mit Kerschgeist betrunken zu machen und ihm beim Kartenspiel die Zusage abzugaunern, ihn erst mit 90 Jahren zu holen.
Einige Jahre später jedoch verunglückt eine Sennerin aus der Nachbarschaft des Brandner Kasper, kommt in den Himmel, und ihre Einlassungen führen dort zur Aufdeckung des illegalen Handels. Auf Befehl des Hl. Petrus (von Kobell der Portner genannt) begibt sich der Boandlkramer wieder an den Tegernsee, um den längst Überfälligen endlich abzuholen. Der Brandner Kasper hat inzwischen sehr unter den schlechten Zeiten gelitten, seine Söhne sind in der Schlacht am Bergisel gefallen. Dennoch will er dem Tod nicht folgen. Er lässt sich nur dazu überreden, einmal einen kurzen Blick ins Paradies zu werfen.
Oben angekommen, wird er vom Portner zu seinen Söhnen, seiner Frau und anderen Verwandten geführt. Die Freude über das Wiedersehen und das Erstaunen über die Herrlichkeit des Paradieses sind so groß, dass er beschließt, einfach „oben“ zu bleiben.

## Theaterfassung von Joseph Maria Lutz
Auf Kobells Geschichte basierend, schrieb 1934 der Pfaffenhofener Autor Joseph Maria Lutz ein volkstümliches Theaterstück mit dem Titel Der Brandner Kaspar schaut ins Paradies. Seine Fassung hält sich eng an die Vorlage von Kobell und setzt, wie Lutz selbst schreibt, nicht auf überhitzte dramatische Knalleffekte, sondern auf echte Gemütstiefe. Humoristische Zutaten und Späße wollte Lutz, wie er im Vorwort zum Stück meint, nicht haben.
Bei der Uraufführung in Dresden spielte Erich Ponto den Boanlkramer. Seit seiner Uraufführung wurde das Stück auf über 100 Bühnen gespielt.

## Theaterfassung von Kurt Wilhelm

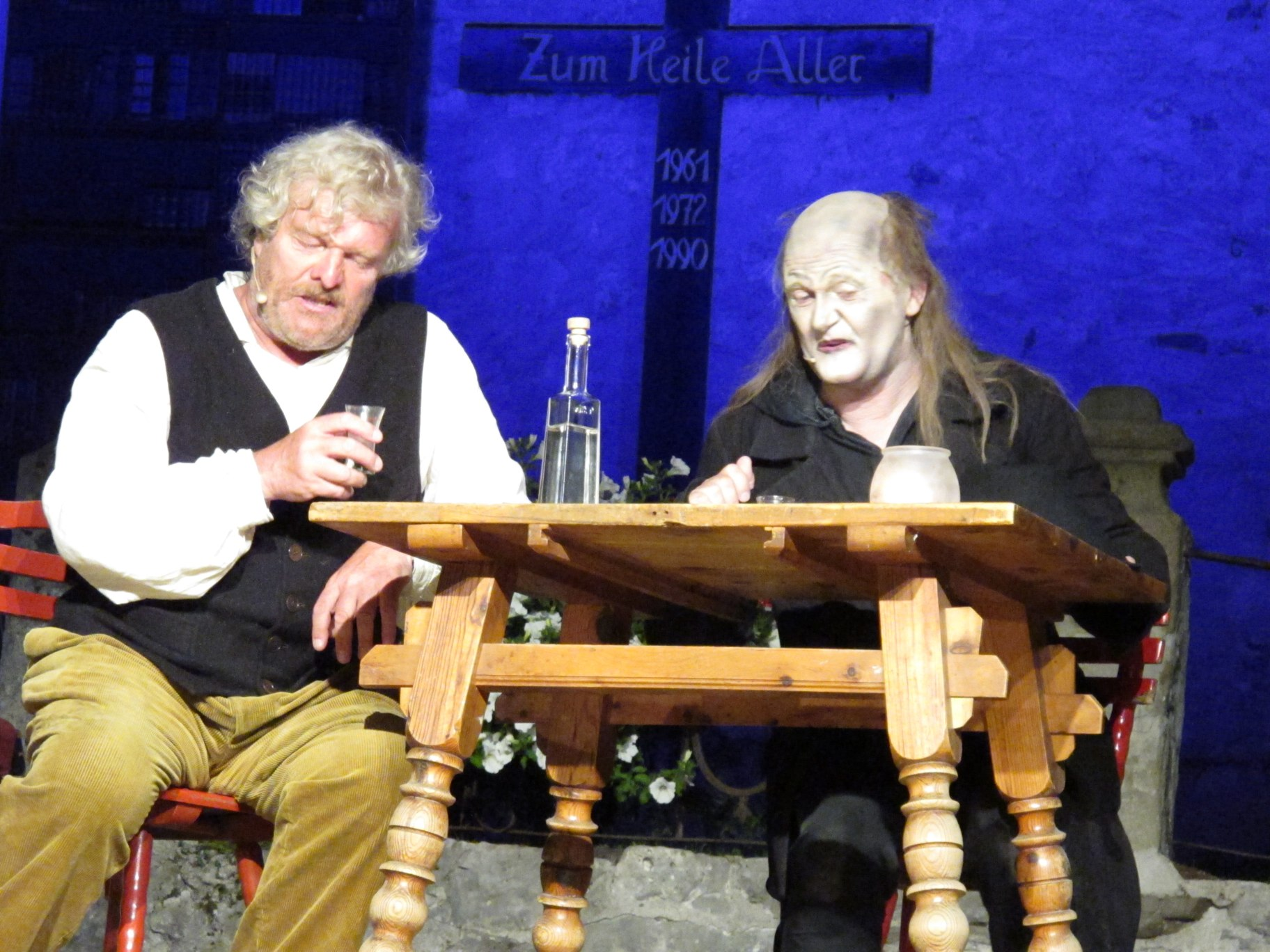
Der Brandner Kaspar und das ewig’ Leben (Aufführung 2011 im Theater Purkersdorf unter der Regie von Manfred Cambruzzi)

### Entstehung
Kobells Ururgroßneffe Kurt Wilhelm bearbeitete und inszenierte 1975 das Werk seines Vorfahrs für das Residenztheater in München. Die Fassung Der Brandner Kaspar und das ewig’ Leben stand bis 2001 über 1000 Mal im Programm des Bayerischen Staatsschauspiels und wurde von über 60 Bühnen übernommen. Wilhelm fügte auch die zahlreichen und nun doch stark humoristischen „himmlischen Szenen“ hinzu.
Die Musik zur Theaterfassung schrieb Rolf Wilhelm.

### Handlung

#### Erstes Bild
Im ersten Bild werden vor der Kulisse einer Hofjagd für den König von Belgien die handelnden Personen vorgestellt. Kaspar Brandner, ein zweiundsiebzigjähriger verwitweter Kleinbauer und Schlosser, versucht sein kleines, verschuldetes Anwesen für seine Enkelin Marei zu erhalten und verdingt sich deshalb auch als Jagdhelfer auf dieser Hofjagd. Als ihn ein verirrter Schuss des herzoglichen Jägers Simmerl streift, sieht er kurz im Dickicht eine schwarze Gestalt. Flori, der Geliebte von Brandners Enkelin Marei, verbindet den Alten, dabei verabreden sie sogleich, den Simmerl gehörig auf den Arm zu nehmen. Als Simmerl auftaucht, spielt Brandner einen Schwächeanfall und bedient sich am „Kerschgeist“, den Simmerl ihm zur Stärkung verabreicht, während Flori den Jäger wegen seiner Zielsicherheit aufzieht und provoziert. Schließlich lässt sich Kaspar noch vom Jäger huckepack den Berg hinunter tragen, wo sie auf die Jagdgesellschaft treffen. Dort taucht auch Marei auf, die sich als Bursch verkleidet ebenfalls als Jagdhelfer betätigt. Simmerl und der Bürgermeister Senftl schäumen vor Wut, der erstere über Kaspars Schabernack, der zweite, weil die Marei ihn mit ihrer Verkleidung getäuscht hat. Auf dem Heimweg berichtet Flori von einem kapitalen Hirsch, der oben am Berg angeschossen wurde, aber noch fliehen konnte. Er schlägt Kaspar vor, den Hirsch zu suchen und herunterzuholen, um das Fleisch gewinnbringend zu verkaufen. Der Brandner lehnt aber ab aus Angst vor Strafe.

#### Zweites Bild
Daheim in seiner Hütte steckt sich Kaspar erst mal ein Pfeifchen an, als plötzlich jemand klopft. In der Tür steht eine dürre, bleiche, schwarzgekleidete Gestalt. Brandner braucht erst mal eine Weile, bis er erkennt, dass er den „Boanlkramer“ vor sich hat – den Tod. Der verkündet dem alten Schlosser, dass dies heute sein Tag sei, und dass der Schuss auf der Jagd ihn hätte zu Tode erschrecken sollen. Brandner hängt aber am Leben und versucht, dem Zugriff des Boanlkramers auszuweichen. Da fällt ihm ein Schnapsglas in die Hände. Schlitzohrig zieht er die Flasche vom Jäger Simmerl hervor und lädt den Boanlkramer auf ein Gläschen ein, und noch eins, und noch eins. Der Alkohol macht den Boanlkramer redselig, und er klagt dem Brandner sein Leid, weil die Menschen nie freiwillig mit ihm gehen wollen und es ihm immer nur schwer machen, obwohl er sie doch ins Paradies geleiten soll. Kaspar spielt den verständnisvollen Freund und schafft es schließlich sogar, den Tod zu einem Kartenspiel zu überreden. Der Boanlkramer ist aber schon so betrunken, dass er einige Karten fallen lässt. Den unbeobachteten Moment nutzt Brandner aus, um sich die wichtigste Karte – den Gras-Ober (altdeutsches Blatt) – in den Ärmel zu stecken. Natürlich verliert der Boanlkramer das Spiel. Der Preis dafür sind weitere 18 Jahre, die Kaspar weiterleben darf. Der Boanlkramer macht sich torkelnd davon. Kurz darauf erscheinen Marei und Flori, der den Brandner noch einmal auf den angeschossenen Hirsch anspricht. Voll Übermut macht sich der Alte auf, das edle Wildbret in seine Hütte zu holen.

#### Drittes Bild
Drei weitere Jahre gehen ins Land. An seinem 75. Geburtstag versammelt Brandner eine erstaunlich große Festgemeinde um sich, während am Horizont ein Unwetter heraufzieht. Dabei kursieren wilde Gerüchte: Mit dem Brandner stimme irgendwas nicht. Er hat es in den letzten Jahren geschafft, durch Tollkühnheit einen Großteil seiner Schulden loszuwerden. Dass er das mit Wilderei und dem Verkauf des ergaunerten Wildbrets geschafft hat, ist ein offenes Geheimnis, aber bisher konnte ihm niemand etwas nachweisen. Mit geradezu teuflischem Glück konnte er immer wieder den ihn verfolgenden Jägern entkommen. Trotzdem will Flori ausgerechnet an diesem Festtag noch einmal hinauf ins Gebirge, um eine Gams zu schießen, für die ihm ein reicher, unbekannter Städter viel Geld geboten hat. Marei ist damit gar nicht glücklich, sie hat dunkle Vorahnungen.
Bürgermeister Senftl hält widerwillig eine Glückwunschrede auf Kaspar und erwähnt dabei auch, wie ihm der alte Schlosser im Weg steht: Als Hauptgläubiger des Brandner wollte er dessen Hütte an einen adligen Preußen verkaufen, doch er konnte die Hütte nicht pfänden, weil Kaspar seine Schulden bezahlt hatte. Versöhnlich lobt er den Eifer und Fleiß seines Rivalen. Kaspar beantwortet die Rede mit einer eigenartigen Predigt über das Leben und den Tod. Am Ende stellen sich die tiefsinnigen Gedanken jedoch wieder nur als Schabernack heraus. Marei erfährt von der Vroni, einem Bauernmädchen, dass die Jäger mit ihren Waffen ins Gebirge gezogen sind. Während eines Geburtstagsständchens wechseln Jäger Simmerl und Bürgermeister Senftl mit einigen Jägern aus der Umgebung vielsagende Blicke. Simmerl fordert Marei zum Tanz auf und macht dabei einige Andeutungen, die Mareis Misstrauen noch verstärken. Schließlich wird Simmerl aufdringlich und erhält von dem Mädchen eine heftige Abfuhr. Dafür muss er sich den Spott der Festgäste gefallen lassen.
Marei erkennt, dass sich Unheil zusammenbraut, und alarmiert den Brandner: Senftl will ihren Liebsten in eine Falle locken, um ihn beim Wildern zu ertappen. Der von Flori erwähnte Städter war der vom Simmerl ausgeworfene Köder. Danach rennt sie dem Flori nach. Das Gewitter bricht los, Brandner hört plötzlich die Totenglocke, die den Boanlkramer ankündigt, und ahnt Fürchterliches. Voller Entsetzen läuft er den beiden hinterher.

#### Viertes Bild
Im Himmel sitzen Erzengel Michael, der alte Thurmair und der Pilger Nantwein bei Bier und Kartenspiel vor der Himmelstür, als sich ein Neuankömmling ankündigt. Marei kommt schüchtern herein und muss sich erst mal umschauen. Nachdem aber alle sie freundlich begrüßt haben, fasst sie Mut und bittet die Himmlischen um Hilfe für ihren Flori. Die beiden Heiligen lassen sie durch einen Feldstecher schauen, und Marei sieht sich selbst tot dort unten liegen, abgestürzt in der Wolfsschlucht und begraben von einem Steinschlag. Der heilige Petrus kommt dazu und versucht, sie zu beruhigen: Schließlich sei dies das Paradies, und wenn der Flori auch herauf käme, wäre das doch so schlimm nicht. Dann geht er zum amtlichen Teil über, doch etwas verwundert ihn: In der himmlischen Buchführung ist Mareis Todesalter falsch angegeben: 18 Jahre zu früh. Dann eröffnet ihm Marei auch noch, dass ihr Großvater, der Brandner Kaspar, entgegen den Eintragungen noch lebt. Davon muss sich Petrus erst mal selbst überzeugen, indem er durch das Fernglas schaut. Obendrein stellt er fest, dass in der Buchhaltung ein „Schornai“ (Journal) fehlt. Er klingelt sofort nach Nantwein und befiehlt, den Boanlkramer zu suchen. Während der Wartezeit wird erst mal ordentlich über den bayrischen Dickschädel, die Kirche und die Preußen schwadroniert. Dabei kündigt sich ein Bote aus dem Preußenhimmel an. Er bringt einen Beschwerdebrief: Ein Preuße hätte am Tegernsee eine Hütte kaufen sollen, die aber vom Brandner besetzt war. Der Lauf der Weltgeschichte droht aus den Fugen zu geraten. Petrus hat Mühe, seine himmlische Sanftmut zu bewahren. Schließlich wird Marei eingeladen, sich einen Begleiter für den Einzug ins Paradies auszusuchen. Sie wählt einen aus ihrer Verwandtschaft und kehrt heim ins ewige Leben.
Von drei jungen Engeln wird der Boanlkramer in den Vorraum des Himmels geführt. Er ahnt, was ihm jetzt blüht, und versucht, das gestohlene Verzeichnis wieder zurückzubringen, wird aber dabei vom Pförtner überrascht. Tief zerknirscht, aber immer noch wortgewandt, beichtet der Tod dem erbosten Petrus das Problem: Zitternd vor Kälte hatte er damals den Schuss auf den Brandner fehl gelenkt und konnte den alten Schlosser doch nicht mit Gewalt in den Himmel holen. Am Ende rückt er auch mit der Geschichte um den Schnaps und das Kartenspiel heraus. Petrus schwankt zwischen heiligem Zorn, Mitleid mit dem Tod und amüsiertem Lachen. Schließlich wird der Boanlkramer verdonnert, seinen Fehler zu korrigieren und unverzüglich den Brandner heraufzuholen. Der Boanlkramer ist ratlos, schließlich hat er dem Brandner noch 15 weitere Jahre versprochen und ist an sein Wort gebunden. Doch er wird mit Spott und Schimpf aus der Amtsstube des Petrus gejagt.

#### Fünftes Bild
Brandner sitzt einsam und gebrochen in seiner Hütte. Er versucht, beim Lesen der Bibel ein wenig Trost zu finden. Simmerl kommt herein und möchte dem Brandner sein Herz ausschütten: Eine Ordnung wollte er herbeiführen, die Wilderei in seinem Revier bekämpfen. Obendrein war er eifersüchtig auf den Flori, weil er selbst ein Auge auf die Marei geworfen hatte. Doch nun fühlt er sich schuldig an Mareis Tod. Auch Kaspar überschüttet ihn mit bitteren Vorwürfen: Mit der Marei starb Kaspars ganzer Lebensinhalt. Kurz darauf wird Flori hereingeführt – von einem Gendarm, gefesselt. Simmerl hat gerade noch Zeit, sich zu verstecken. Auch Flori macht sich schwere Vorwürfe, dass er Schuld an Mareis Tod sei, dann entdeckt er Simmerl und gerät beinahe mit ihm aneinander. Kaspar fährt dazwischen. Simmerl schafft es voll Reue, über seinen Schatten zu springen. Er will die Anzeige gegen den Flori zurücknehmen und sich mit ihm versöhnen. In diesem Moment hört der Alte wieder die Totenglocke. Nervös schickt er die beiden Streithähne hinaus, um mit dem Boanlkramer alleine zu sein.
Der Tod führt ihm als erstes vor, wie viel klüger es gewesen wäre, wenn Brandner schon damals mit ihm gekommen wäre, anstatt sich gegen die göttliche Vorsehung aufzulehnen. All dieses Leid wäre ihm erspart geblieben. Doch auch diesmal, trotz vielem Hin und Her, bleibt Kaspar stur: Er besteht auf seinen 15 verbleibenden Jahren und erklärt dem Boanlkramer, er glaube ihm nur das, was er mit eigenen Augen sähe. Frustriert will der Boanlkramer schon aufgeben, da wittert er eine letzte Chance: Er bietet dem Brandner an, für eine Stunde ins Paradies schauen zu dürfen und danach wieder zurückzukehren. Kaspar ist misstrauisch, willigt jedoch ein.

#### Sechstes Bild
Dieses Bild wurde von Kurt Wilhelm selbst als nur für „große Bühnen mit modernster technischer Einrichtung“ geeignet gehalten.
Auf dem Totenkarren steigen der Brandner Kaspar und der Boanlkramer durch Wolken, Blitz und Donner immer weiter gen Himmel.

#### Siebtes Bild
Erzengel Michael ist ziemlich übel gelaunt. Sein Erzengelstolz ist angeknackst, weil er den Betrug des Boanlkramers nicht bemerkt hatte, und weil ihm deshalb jetzt das Biertrinken und Kartenspielen verboten wurde. Obendrein muss er sich Nantweins und Thurmairs Spott anhören. Kaspar und der Tod erreichen den Vorplatz der Himmelspforte; dort kann man einen Blick ins Paradies werfen. Brandner sieht alles, was er auf der Erde schon kannte, nur viel größer und schöner. Seine Frau und seine Enkelin stehen dort bei seiner Hütte, und eine unendliche Sehnsucht ergreift ihn.
Da taucht der Portner auf. Kaspar gesteht, dass er wohl noch einige Sünden abzubüßen hätte, und die Verhandlung beginnt: Michael als Ankläger trägt unerbittlich das gesamte Sündenregister vor und will endlich die Ordnung wiederherstellen. Der Boanlkramer als Verteidiger, der auch um seinen eigenen Ruf fürchtet, versucht, das Beste für Kaspar herauszuholen. Dabei bekommt er unerwartet Hilfe von einigen Himmelsbewohnern, was Michael ziemlich ärgert. Der Erzengel will ein Exempel statuieren und versteht da keinen Spaß. Und Petrus als gutmütiger Richter hält Kaspars irdische Streiche für harmlos und will zunächst ein Auge zudrücken. Da weist ihn Michael aber auf ein schweres Verbrechen Kaspars hin. Petrus nimmt das Sündenregister, um den Fall direkt vor höchster Instanz vorzutragen. Der Boanlkramer wird nervös. Es stellt sich heraus, dass dieses Verbrechen ausgerechnet ihn betrifft: Betrug der himmlischen Mächte beim Kartenspiel. Zudem ist mittlerweile die Stunde abgelaufen, Kaspar soll wieder zurückkehren zur Erde. Aber der will jetzt gar nicht mehr. Die Sehnsucht nach dem Paradies gibt ihm so viel Kraft, dass er das Fegefeuer auf sich nehmen will. Michael macht sich auf, Kaspar abzuführen, wird aber von Petrus und den Himmelsbewohnern gerade noch zurückgehalten: Die ewige Trinität hat dem Brandner verziehen. Sie alle haben über den Schalk und die Schlitzohrigkeit Brandners herzhaft gelacht. Und so darf er ungeschoren an der Seite seiner Enkelin und seiner Eltern in das ewige Leben heimkehren. Dem Boanlkramer will er heimlich den restlichen Kerschgeist schenken, doch hat dieser sich die Flasche längst angeeignet.

### Figuren

#### Kaspar Brandner
Der 74-jährige Brandner Kaspar hat einen festen sozialen Stand. Er achtet auf sein Äußeres, kleidet sich seinem Stand gemäß schlicht. Kaspar hat Schulden, zahlt diese aber ab, sodass er sein kleines Haus in den Bergen behalten kann. Er war gelernter Büchsenmacher und Schlosser, arbeitet aber nur noch als Jagdhelfer, da er sich in der Umgebung am besten auskennt.

#### Marei
Marei ist eine 24 Jahre alte, mittelgroße, schlanke, junge Frau. Sie hat langes, lockiges braunes Haar. Sie verkleidet sich als Junge, damit sie auf die Jagd gehen kann. Ihr Großvater kümmert sich rührend um sie, weil ihre Mutter bei der Geburt gestorben ist. Ebenso ist ihr Vater bereits verstorben. Marei ist in Flori verliebt und küsst ihn, bevor sie im Wald verunglückt und stirbt.

#### Florian
Flori ist 24 Jahre alt. Er ist ein Tagelöhner in Albach und verdient zudem als Wilderer sein Geld, wodurch er in Kauf nimmt, ins Gefängnis zu kommen. Da der Brandner Kaspar bei Alois Senftl verschuldet ist, verkauft Flori seine Beute und hilft mit dem Geld aus. Da Flori Marei liebt, arbeitet er mit dem Brandner Kaspar zusammen. Seine Kleidung ist einfach gewählt und er hat blondes Haar.

#### Simmerl
Simmerl (28) ist ein Jäger im Dienste des Fürsten, doch trotz seines Berufes lassen seine Schießkünste zu wünschen übrig. Schon seit geraumer Zeit ist er in die Enkelin des Brandners (Marei) verliebt. Bei Witzen reagiert der stattlich gebaute Simmerl sehr aggressiv, weil er diese nicht versteht und sich sonst sehr wehrlos vorkommt.

#### Alois Senftl
Der Bürgermeister von Albach, Alois Senftl (50), ist ein selbstbewusster Jäger. Mit Ausnahme der Hütte des Brandner Kaspars gehört dem hageren Mann mit Hängebauch und Schnurrbart fast das ganze Dorf. Senftl ist kein sehr gefasster Mann und leidet häufig unter Wutanfällen. Sein Ziel ist es, die Hütte des Brandners an einen preußischen Adligen zu verkaufen.

#### Der Boanlkramer
Der Boanlkramer ist eine dürre Gestalt, die ein schwarzes Gewand trägt, das im Kontrast zu seiner floralweißen Haut steht. Er ist der Tod, der die Menschen erlöst und sie in den Himmel führt. Durch diese Fahrten ist ihm ziemlich häufig kalt, weshalb er auch den Kirschgeist beim Brandner Kaspar gerne annimmt. Trotz seiner göttlich aufgesetzten Aufgabe ist er bei den meisten Sterblichen gefürchtet und verhasst und dadurch in seiner schweren Aufgabe eigentlich bemitleidenswert. Der einzige Mensch, der zu ihm freundschaftliche Gefühle hegt, ist der Brandner Kaspar.

#### Der heilige Portner
Der heilige Portner ist der Apostel Petrus, ikonografisch traditionell dargestellt mit dem Attribut des Himmelsschlüssel, der nach christlicher Vorstellung über den Zutritt zum Himmel entscheidet. Im Brandner Kaspar wird er als leutseliger älterer Herr von gemütlicher Wesensart präsentiert.

#### Der fast heilige Nantwein
Die Grundeigenschaften des fast heiligen Nantweins sind, dass er seine Aufgaben fleißig erledigt und mit seinen Mitmenschen fast nur lateinisch spricht. Er tritt nur in Bild 4 auf, als er mit Marei spricht. Oft korrigiert er Fehler der anderen, etwa die Hälfte seiner Aussagen sind Korrekturen.

#### Turmair
Die Figur des Turmair tritt meist mit der des Nantwein auf. Er ist der weise Geist in der Szene, der den manchmal allzu hitzigen Nantwein bremst oder auch für die himmlische Beruhigung der teils sehr aufgeregten Protagonisten sorgt. So lässt er das verschüchterte Marei durch den „Fraunhofer“ (ein Fernrohr) auf die Erde blicken.

#### Erzengel Michael
Der Erzengel ist zunächst fröhlicher Teilnehmer der Watt-Runde mit dem hl. Nantwein und dem Turmair. Gegenüber Brandner besteht er aber streng auf der Einhaltung der himmlischen Gesetze und tritt insofern als „Staatsanwalt“ oder Ankläger auf – auch weil es ihn ärgert, dass er des Boanlkramers Missgeschick übersehen hat, und ihm deshalb (vorübergehend?) das Biertrinken und Kartenspielen verboten wurde.

## Film, Funk, Fernsehen, Theater, Musical
- Auf der Basis der Lutz-Fassung bearbeiteten Erna Fentsch und Carl Wery den Stoff für den Film „Die seltsame Geschichte des Brandner Kaspar“. Der 1949 mit Carl Wery und Paul Hörbiger in den Hauptrollen produzierte Spielfilm ist auch unter den Titeln „Der Brandner Kaspar schaut ins Paradies“ und „Das Tor zum Paradies“ bekannt.
- Im Jahr 1954 sendete der Bayerische Rundfunk ein ebenfalls auf der Fassung von J. M. Lutz basierendes Hörspiel unter dem Titel „Der Brandner Kaspar schaut ins Paradies“. Sprecher und Sänger waren unter anderem der Roider Jackl und Rudolf Vogel, Regie führte Alois Johannes Lippl.
- Die Inszenierung von Kurt Wilhelm am Münchner Residenztheater wurde 1975 unter dem Titel „Der Brandner Kaspar und das ewig’ Leben“ mit Fritz Straßner, Toni Berger und Gustl Bayrhammer in den Hauptrollen als Studioaufzeichnung für das Fernsehen des BR produziert[4]. Diese Fassung wurde bis zum Jahr 2015 jährlich an Allerheiligen vom Bayerischen Fernsehen ausgestrahlt, lediglich 2006 wurde eine Aufnahme der Neuinszenierung des Münchner Volkstheaters von 2005 ausgestrahlt. Aufgrund zahlreicher Zuschauerreaktionen entschloss man sich ab 2007, wieder die Aufzeichnung von 1975 zu senden. Diese wurde zwischenzeitlich (2019) auf das Bildformat 16:9 konvertiert; eine Farbkorrektur (zur Beseitigung unvermeidlicher Alterungseffekte der ursprünglich analogen Bandaufzeichnung) erfolgte allerdings nicht.
- Für den Bayerischen Rundfunk verfasste Oskar Weber später eine Hörspielfassung, die zunächst als Langspielplatten- und Kompaktkassetten-Fassung, später als CD-Ausgabe in den Handel kam.
- Die neue Inszenierung von Christian Stückl, dem Intendanten des Münchner Volkstheaters, stand von April 2005 bis 2018 auf dem Spielplan seines Theaters. Schon bis 2010 wurde die Inszenierung in 200 Aufführungen dort sowie bei Gastspielen vor über 130.000 Zuschauern gezeigt.[5] Eine Fernsehfassung wurde erstmals an Allerheiligen 2006 durch das Bayerische Fernsehen ausgestrahlt. Maximilian Brückner spielt den Boanlkramer, Alexander Duda den Brandner Kaspar.
- Eine Kinoadaption unter der Regie- und Kameraarbeit von Joseph Vilsmaier, der sich neben Markus Zimmer auch als Produzent des Filmes auszeichnet, startete im Oktober 2008 in den deutschen Kinos. In den Hauptrollen stehen Michael Bully Herbig als Boandlkramer sowie Franz Xaver Kroetz als Brandner Kaspar. Siehe: Die Geschichte vom Brandner Kaspar. [veraltet] Am 14. Mai 2021 wurde der Film Der Boandlkramer und die ewige Liebe als Fortsetzung exklusiv auf Amazon Prime veröffentlicht.[6] In den Hauptrollen spielen Michael Bully Herbig, abermals als Boandlkramer, und Hape Kerkeling als Teufel. Hannah Herzsprung verkörpert Gefi, die Angebetete des Boandlkramers. Der Film entstand noch unter der Regie des im Februar 2020 verstorbenen Joseph Vilsmaier. Das Drehbuch ist eine Gemeinschaftsarbeit von Herbig, Marcus H. Rosenmüller und Ulrich Limmer.[7]
- Ein Musical Der Brandner Kaspar – Ein bayerisches Musical[8] verfassten der Komponist Christian Auer und der Librettist Karl-Heinz Hummel. Regie führt Benjamin Sahler, Hauptdarsteller sind Armin Stockerer (Brandner Kaspar) und Tanja Maria Froidl (Boandlkramer). Die Premiere war am 27. November 2022 im Festspielhaus in Füssen.[9]

## Sonstiges
Die Geschichte des Tegernseer Büchsenmachers war auch Grundlage für einen Roman von Anton Maly, den er 1953 unter dem Titel „Der Brandner Kasper“ veröffentlichte. Ebenfalls unter dem Titel „Der Brandner Kaspar“ veröffentlichte Kurt Wilhelm den Stoff seines Theaterstücks 1987 in Romanform.
Am 6. Juli 2012 hatte die Opernfassung Der Brandner Kasper – eine bairische Oper (Komp: Christian Auer, Libr.: Karl-Heinz Hummel, Regie: Verena von Kerssenbrock) ihre Welturaufführung beim 16. Opernfestival von Ludwig Baumann auf Gut Immling.